# أنطوان لابل
أنطوان لابل هو قسيس كندي، ولد في 24 نوفمبر 1833 في لافال في كندا، وتوفي في 4 يناير 1891 في مونتريال في كندا.